# Samora Machel
Samora Moisés Machel (Gazaprovinsen i det sydlige Mozambique 29. september 1933 – Mbuzini, Sydafrika 19. oktober 1986) var den første præsident i Mozambique efter uafhængigheden fra Portugal, fra 1975 til 1986. Han døde da hans fly styrtede i et bjergområde nordøst i Sydafrika, nær grænsen til Mozambique og Swaziland. I 1975-1976 blev han tildelt Lenins fredspris.

## Ungdom
Samora blev født i landsbyen Xilembene i Gazaprovinsen, som det tredje barn til en forholdsvis velstående landmandsfamilie, Mandhande Moisés Machel. Samora var barnebarn af en af de gamle krigere til den kendte Gaza-høvding Ngungunhana. Han begyndte i skolen som 8-9 år gammel, og var færdig på en katolsk missionskole 17 år gammel. Samora praktiserede lidt inden helsevæsenet i byen Xai-Xai, og begyndte i 1952 med en sygeplejeuddannelse – en af de få højere uddannelser som var mulig for den sorte del af befolkningen på den tid. I 1956 begyndte han at arbejde som sygeplejerske på centralsygehuset i hovedstaden Lourenço Marques, og blev nogle måneder senere overført til øen Inhaca, i det Indiske Ocean øst for hovedstaden. Han giftede sig med Sorita Tchaiakomo, og de fik fire børn; Joscelina, Edelson, Olívia og Ntewane.
| Efterfulgte: Ingen | Mozambiques præsidenter 1975-1986 | Efterfulgtes af: Joaquim Chissano |

1. ↑  Navnet er anført på svensk og stammer fra Wikidata hvor navnet endnu ikke findes på dansk.